# Крум (певец)
Вижте пояснителната страница за други личности с името Крум.
Крум Любомиров Сираков, по-известен само като Крум, е български попфолк певец.
Учи в музикално училище „Любомир Пипков“. Завършва висше образование със специалности „Поп и джаз пеене“ и „Флейта“.

## Дискография

### Студийни албуми
- Не си играй с мен (2007)[2]
- Не друг, а аз (2009)[2]

## Награди
2006 – Дебют на годината (Годишни музикални награди на Телевизия ММ)
2009 – Най-прогресиращ поп изпълнител (Годишни музикални награди на Фен ТВ)
2009 – Видеоклип на годината (Годишни музикални награди на Фен ТВ)
2009 – Награда на публиката (Охридски трубадури, Охрид фест, Македония)
2010 – Дебютен албум на годината за „Не друг, а аз“ (Годишни награди на сп. Нов фолк)
2010 – Дуетна кавърверсия на годината за „Нищо не знаеш“ (Годишни музикални награди на сп. Нов фолк)
2010 – Награда на публиката (Охридски трубадури, Охрид фест, Македония)
2010 – Награда на публиката (Folk Hit Godine, Хърватия)
2010 – „Любовен дует на годината“ за „Нищо не знаеш“ – („Любовни музикални награди“ на Радио Романтика)
2010 – Най-добра песен от България за „Нищо не знаеш“ (Балкански музикални награди)
2010 – „Дует на годината“ (Годишни музикални награди на Фен ТВ)
2010 – „Най-прогресиращ поп-фолк изпълнител“ (Годишни музикални награди на Фен ТВ)

## Изяви
Концерти зад граница: Северна Македония, Сърбия, Хърватия, Албания